# 韦尼克区
韦尼克区（英文：Wernicke's area），位于大脑优势半球的颞上回、颞中回后部、缘上回，传统理论上位于布罗德曼分区系统的第22分区，现代理论还包括第40分区。韦尼克区以德国神经学家、医生卡尔·韦尼克的名字命名。

## 结构
传统认为，韦尼克区位于优势大脑半球颞叶的颞上回。韦尼克区和布罗卡区共同构成语言中枢，二者之间由额叶和颞叶间的神经通路“弓状束”相连接。

## 功能
大多数人的优势半球为左脑。在这个区域内有听觉性语言中枢和视觉性语言中枢，主要的功能是用來理解單詞的意義。

## 临床
韦尼克区的损伤，将产生严重的感觉性失语症。患有该症的患者能够听见声音，但无法理解语言的意思；患者能组织语法上正确的句子，但没有能力在句子中表达任何意义。